# Elevenplay
Elevenplay est une troupe de danse japonaise réputée pour son incorporation de technologies de pointe dans ses œuvres. Il est dirigé par la metteuse en scène et chorégraphe principale Mikiko.

## Performances
Elles ont collaboré avec les groupes Rhizomatics pour produire une pièce intitulée Shadow, qui utilise également trois drones ainsi qu'un spot et une danseuse. Le Elevenplay a de nouveau fait équipe avec les Rhizomatiks pour produire le spectacle Pulse, pour le Festival Internacional Cervantino au Mexique. Cette pièce s'appuie sur le mapping vidéo à la fois sur le fond et sur les danseuses.
Elles ont également collaboré individuellement avec le directeur de Rhizomatics, Daito Manabe, pour créer un spectacle amélioré par la technologie appelé Drone-Augmented Amazingness, qui utilise trois drones ainsi qu'une toile de fond projetée. Au début, les danseuses dirigent les drones, mais à la fin de la pièce, les drones remplacent les danseuses,.
Elles ont également participer à la chorégraphie de clips (Koi, Toki yo) et de tournées (Continues, Pop Virus) pour des chanteurs tel que Gen Hoshino. 

## Membres
- KOHMEN
- Saya Shinohara
- Emi Tamura
- Yu Tokutake
- NON
- Minako Maruyama
- Kaori Yasukawa
- Erisa Wakisaka
- Shoko Akiyama

### Anciennes membres
- TOMO (Tomomi Yoshimura) - chorégraphe et danseuse
- Arisa Iwasawa
- Saori Oodan
- Nanako Sudo
- Kazune Tomita
- Ayane Nakamoto
- Mayumi Niwa
- Yuka Numata
- Nozomi Hiramoto/Okamoto
- Asami Horiko
- Konomi Masuda
- Mariko Yoshino
- Mai Kuremoto